# Maître du Couronnement de la Vierge
Le Maître du Couronnement de la Vierge désigne par convention un enlumineur actif entre 1399 et 1405 à Paris. Il doit ce nom à une représentation du couronnement de la Vierge au début d'un manuscrit de La Légende dorée (BNF, Fr.242). Des enluminures ainsi que des panneaux peints lui sont attribués.

## Éléments biographiques et stylistiques

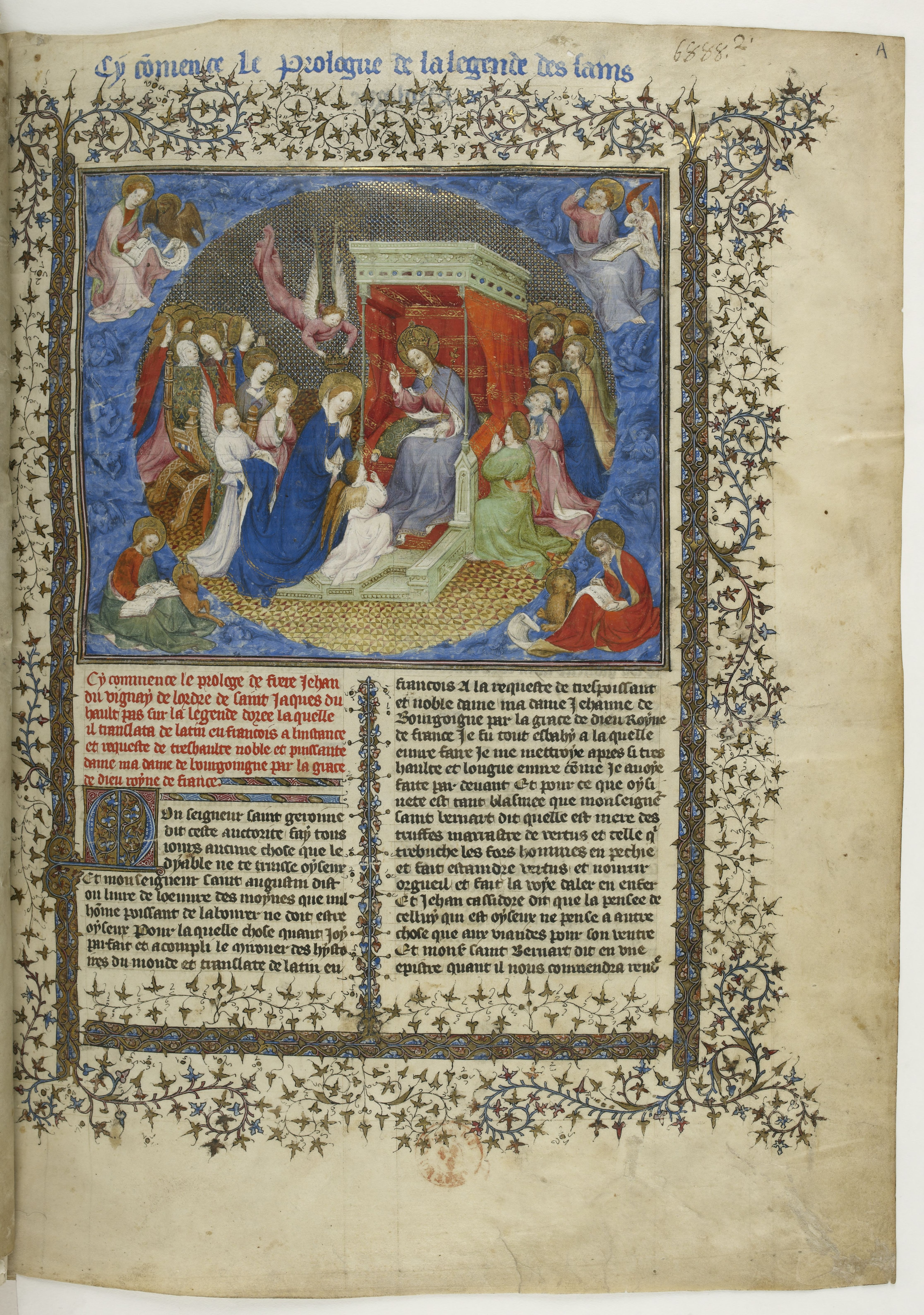
Couronnement de la Vierge, de La Légende dorée, BNF Fr.242.

Le nom de convention a été forgé par Millard Meiss en reprenant les œuvres regroupées par Bella Martens sous le nom de Maître de 1402 et dont il a distingué les miniatures de la main du Maître des Clères Femmes. Son nom de convention vient d'une miniature de frontispice d'un manuscrit de La Légende dorée qu'il a peint en 1402. Il appartient à un groupe d'enlumineurs originaires des Pays-Bas actif à Paris et répondant à des commandes du libraire  et marchand italien Jacopo Rapondi, frère de Dino Rapondi, destinées à duc de Berry et du duc de Bourgogne. Il a peint pour ce dernier un manuscrit de Boccace Des Cleres et Nobles Femmes et plus précisément intitulé dans ce manuscrit Des Femmes nobles et renommées, ce qui lui a valu ses autres noms de convention : « Maître des Femmes nobles et renommées » comme l'a appelé Patrick de Winter ou « Maître du Boccace de Philippe le Hardi » selon Charles Sterling. 
Le maître met en œuvre un dessin alerte, un chromatisme recherché et des personnages à l'énergie dynamique. Il tente pour la première fois de donner un rendu spatial à ses compositions. Il utilise parfois une technique très différente de grisailles rehaussées de lavis qui a un temps été distingué du reste de l'œuvre de l'enlumineur sous le nom de « Maître du Roman de la Rose de Valencia ». François Avril a reconnu qu'il s'agit d'un seul et même artiste. Philippe Lorentz a proposé de lui attribuer des peintures sur panneau réalisées à Paris au tout début du XVe siècle, sur lesquels on retrouve des visages d'anges identiques à ceux de ses miniatures.

## Œuvres attribuées

### Manuscrits
- Légende de saint Voult de Lucques, manuscrit put-être destiné une chapelle de l'église du Saint-Sépulcre de Paris, vers 1400, une miniature d'introduction représentant les commanditaires, les frères Dino et Jacopo Rapondi, Bibliothèque apostolique vaticane, Cod. Pal.1988
- Le Roman de la Rose et Le Testament, le codicille et les Sept Articles de la foi de Jean de Meung, miniatures en grisailles et lavis, vers 1405, bibliothèque historique de l'Université de Valence, Ms.387 (1327)
- La Légende dorée de Jacques de Voragine, traduite par Jean de Vignay, vers 1402, Bibliothèque nationale de France, Paris, Fr.242
- Livre d'heures à l'usage de Nantes, pour Guillaume Mauléon, 11 petites miniatures, vers 1402, Morgan Library and Museum, New York, M.515[4]
- Bible historiale de Guyart des Moulins, offerte par Raoulet d’Auquetonville à Jean Ier de Berry, miniatures des f.10 à 256v et f.266 à 542 de la main du maître, en collaboration avec le Premier Maître de la Bible historiale de Jean de Berry, avant 1402, BNF, Fr.159
- Fleur des histoires de la terre d’Orient d'Hayton de Courcy, acquis par le duc de Bourgogne en 1403 auprès de Jacopo Rapondi, en collaboration avec le Maître des Clères Femmes, BNF, Fr.12201
- Livre du chemin de longue étude de Christine de Pisan, donné par l'auteur à Philippe le Hardi, miniatures en grisailles et lavis, vers 1402-1403, Bibliothèque royale de Belgique, Bruxelles, Ms.10982
- Livre du chemin de longue étude de Christine de Pisan, donné par l'auteur à Jean de Berry, miniature en grisailles et lavis, vers 1402-1403, BNF, Fr.1188
- Des Femmes nobles et renommées de Boccace destiné à Philippe II de Bourgogne, vers 1403, BNF, Fr.12420
- Trésor amoureux, attribué à un suiveur, vers 1410 (?), Bibliothèque royale de Belgique, Ms.11140

### Panneaux

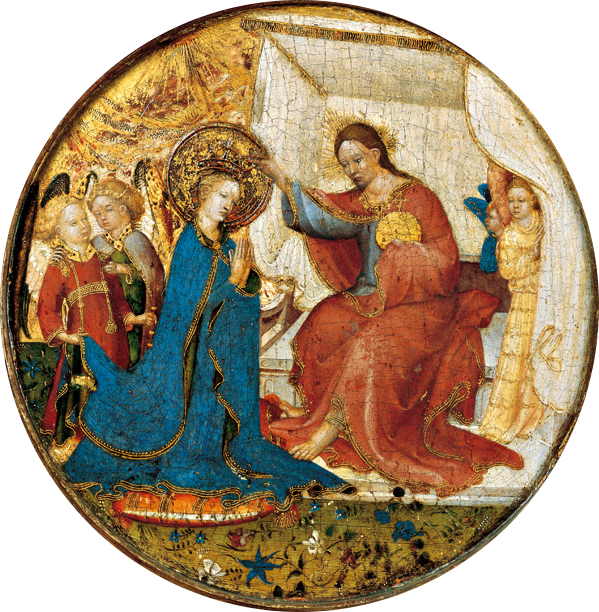
Le Couronnement de la Vierge de la Gemäldegalerie.

- Le Couronnement de la Vierge, tondo sur bois, 20,5 cm, vers 1400, Gemäldegalerie, Berlin, Kat.nr.1648
- La Vierge et l'Enfant, saint Jean Baptiste et un ange, peinture sur bois, 19 × 15,2 cm, vers 1400, collection particulière à Paris.